# Virtual Pool 3
Virtual Pool 3, también conocido como VP3, es un videojuego de simulación de billar desarrollado en 2001 por Celeris para las plataforamas PC y PlayStation. Es la última entrega hasta el momento de la saga Virtual Pool y es el simulador de billar más valorado por los jugadores.

## Características
Se puede jugar en modo de un solo jugador con el ordenador (carrera, torneo o juego rápido) y también con oponentes humanos mediante Internet o LAN.
El juego ofrece ocho salas, cada una con sonidos y música diferentes, e incluye tres configuraciones por defecto de las mesas como Amateur, Professional o Championship aunque todas las mesas pueden ser personalizadas para la velocidad de rodamiento y las dimensiones de los agujeros.
Existen distintas ayudas para los jugadores novatos, como poder ver la trayectoria de las bolas con precisión, etc.
También se incluyen veintiúna modalidades de juego de las más comunes hasta las más desconocidas:
- Snooker
- Nine-ball
- Straight pool
- Eight-ball – league
- Eight-ball – pub
- Eight-ball – midwest
- Eight-ball – bar
- Ten-ball
- Six-Ball
- Three-ball
- One-pocket
- Rotation
- Bank pool
- Honolulu
- Cowboy pool
- Bowliards
- Cribbage pool
- Fifteen ball
- Basic pocket billiards
- Cushion caroms (one-cushion carom billiards)
- Three-cushion billiards

Para jugar en línea con oponentes reales, se puede usar GameSpy Arcade para crear o unirse a salas virtuales.

## Críticas
VP3 fue muy bien recibido por los jugadores, con una puntuación media de 85% en Game Rankings, lo que lo convierte en el mejor juego de billar para la plataforma PC a partir de 2007.
- GameSpot: 8.7/10
- AntKids.com: 9.8/10
- Gamer's Hell: 9.0/10
- IGN: 8.5/10
- Game Raiders: 9.0/10
- Game Over Online: 8.9/10
- PC Zone: 8.5/10
- Adrenaline Vault: 9.0/10
- Multi-Player Online Gaming: 9.0/10
- PC Gamer: 8.5/10